# Библиотека Дидро

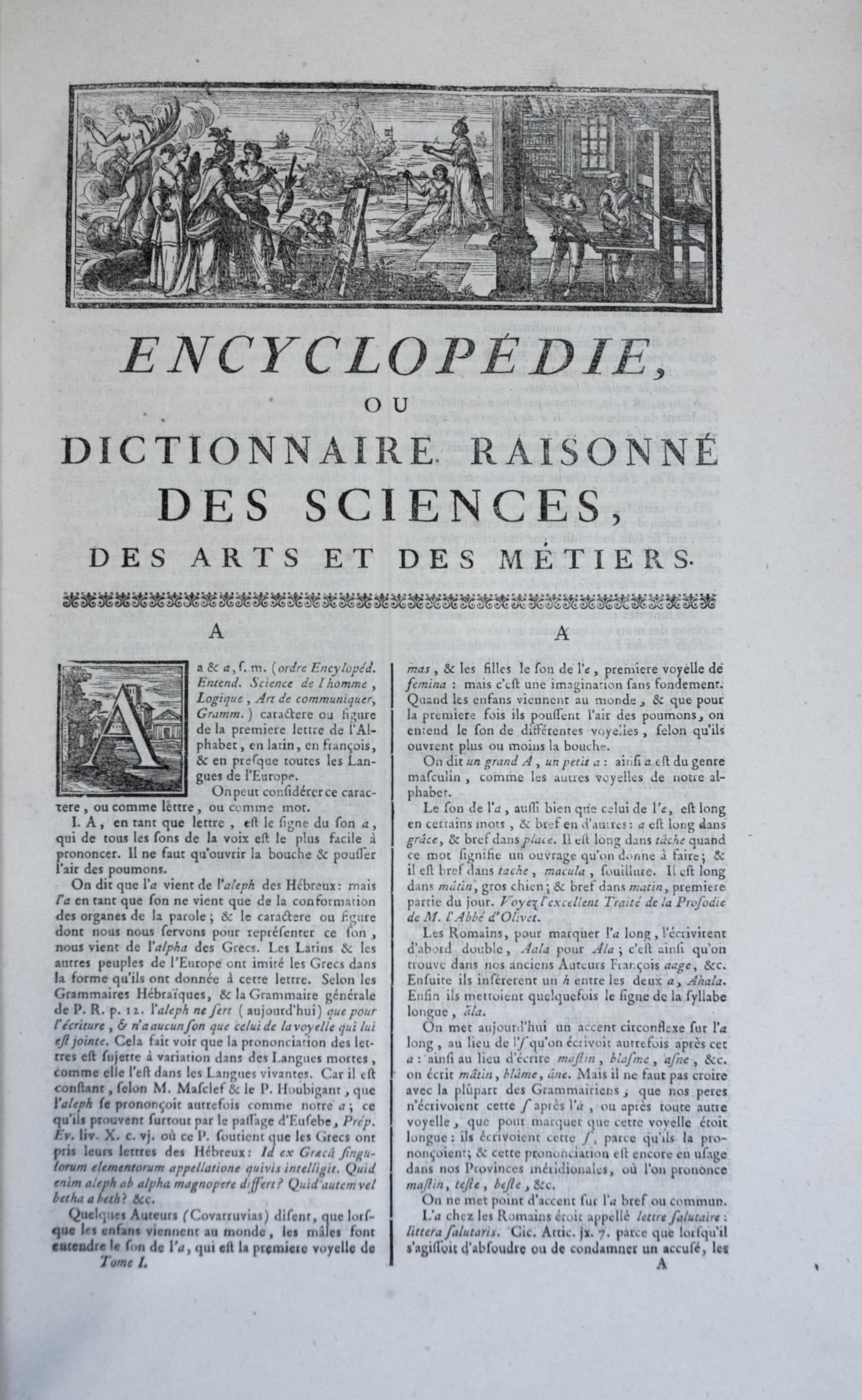
Первая страница «Энциклопедии, или Толкового словаря наук, искусств и ремёсел»

Библиотека Дидро (фр. La Bibliothèque de Diderot) — знаменитая частная библиотека французского писателя, философа-просветителя и энциклопедиста Дени Дидро. Была приобретена у него российской императрицей Екатериной II в 1765 году, но из уважения к его личности оставлена в Париже, с сохранением за её создателем права на пожизненное пользование книгами из неё, а сам Дидро был назначен её библиотекарем. В октябре 1785 года, уже после смерти философа, его библиотека была привезена в Санкт-Петербург и выставлена в одном из залов Эрмитажа. Однако как целостное собрание эта библиотека до нас не дошла, будучи распылённой по многочисленным книжным учреждениям России, и растворилась в общей массе изданий, с целью уменьшить революционные влияния идей писателя на современников и последователей. В настоящее время на основании характерных библиотечных признаков и особенностей переплетов 
книг, принадлежавших Дидро, реконструкция библиотеки в основном завершена.

## История библиотеки

### Приобретение библиотеки Екатериной II

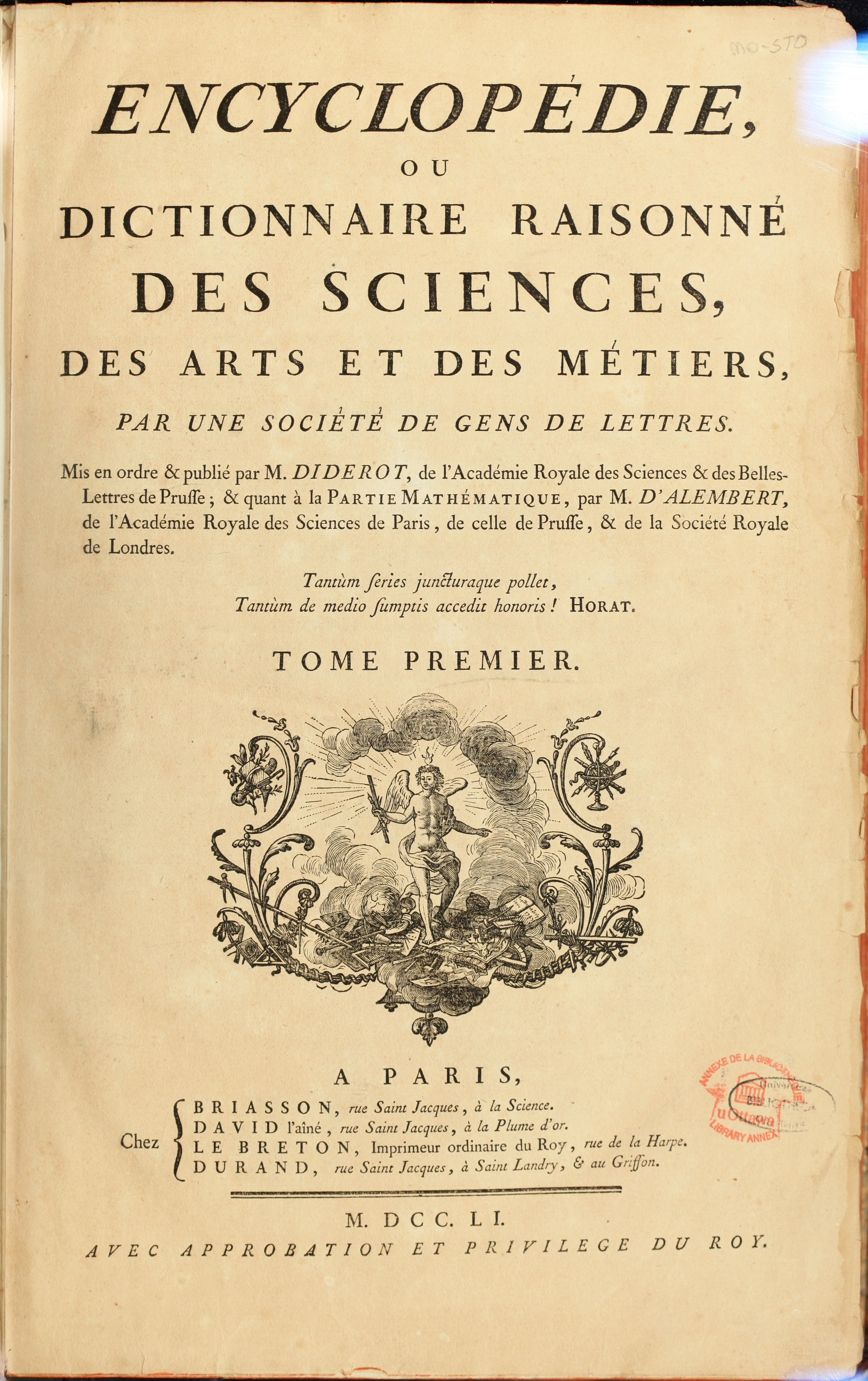
Титульный лист «Энциклопедии»

Первый том «Энциклопедии, или Толкового словаря наук, искусств и ремёсел», появился в 1751 году, последний, семнадцатый — в 1765-м. Таким образом Дидро проработал над этим изданием, если включить в это время также и годы подготовительной работы, около двадцати лет. Кроме того он принимал участие и в появлении дополнительных пяти томов, вышедших в 1776—1777 годах, но в целом к 1765 году главная его задача по выходу в свет этого просветительского издания уже была решена. В этот период доходы Дидро значительно сократились, а его любимая дочь Мария-Анжелика (1753—1824) подрастала, и он был очень озабочен изысканием материальных средств для её интеллектуального воспитания и обучения, а затем и для приданого. Поэтому Дидро по окончании работы над томами «Энциклопедии» решил продать свою богатую библиотеку, которая служила ему важным подспорьем при работе над изданием и необходимым инструментом для написания его книг, но в которой он теперь нуждался меньше, чем прежде.
В 1765 году Дидро, с целью улучшить своё материальное положение и собрать средства для приданого дочери, окончательно выразил желание продать свою знаменитую библиотеку. Он сообщил об этом намерении своему другу Фридриху Мельхиору Гримму, который поддерживал контакты с русским двором и по этому поводу писал: «Философ Дидро после тридцати лет литературного труда вынужден продать свою библиотеку, чтобы приготовить приданое своей единственной дочери».

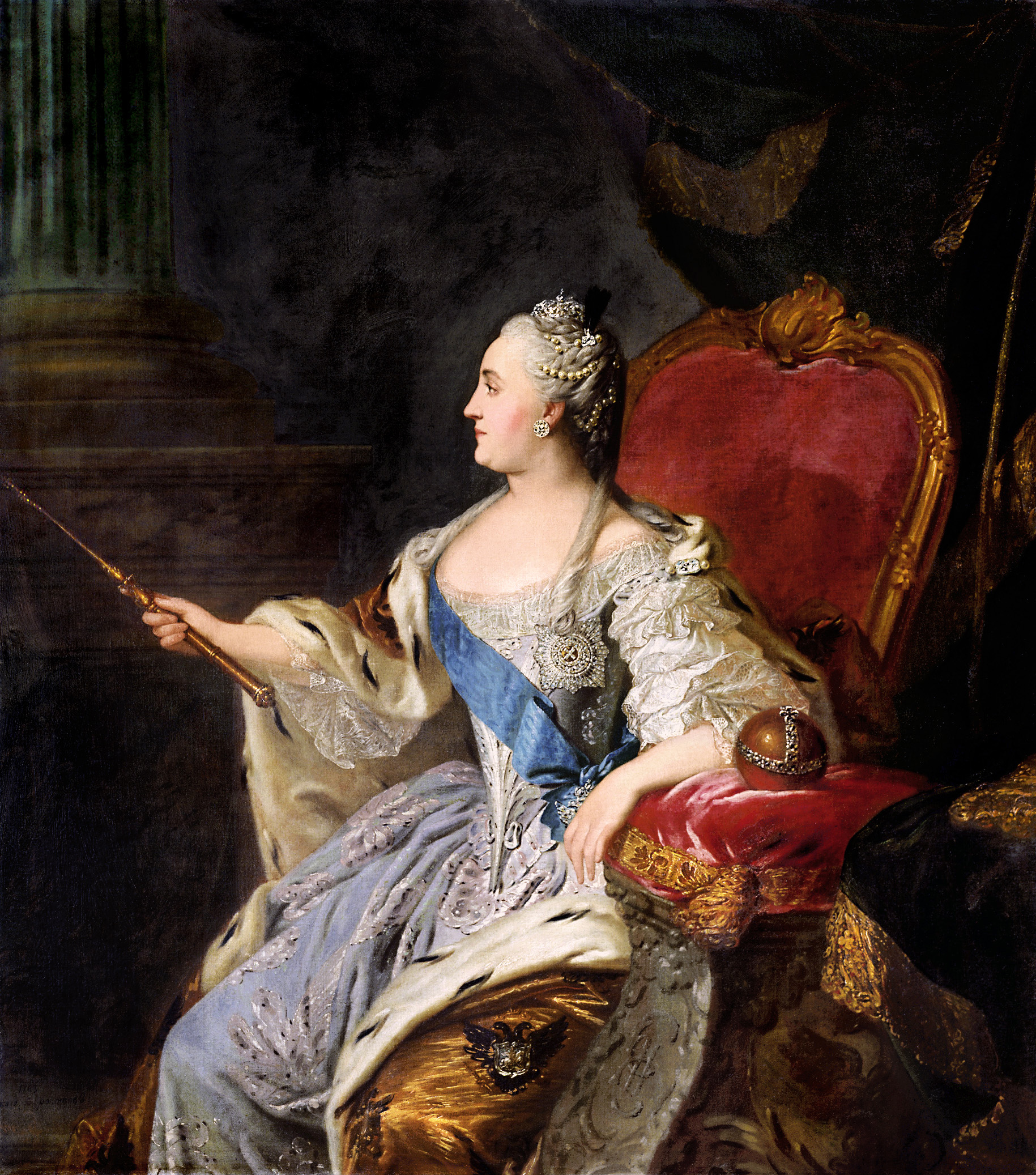
Ф. С. Рокотов. Коронационный портрет Екатерины II (1763)

Екатерина II была известным книголюбом, а «Энциклопедия» долго была одним из её любимых изданий. В своих мемуарных «Записках» она писала, что как своё положительное качество выделяла «философское расположение ума», проявившееся ещё в ранней юности. Это выражалось в том, что она «покупала себе книг; и в 15 лет вела уединенную жизнь, и была довольно углублена в себя». Также ещё в юности она составила небольшую автобиографическую записку, назвав её «Изображение Философа в 15 лет». Позже императрица делает знаменитых французских просветителей не только своими наставниками, но собеседниками и корреспондентами, а многие из них выполняли различные её поручения. Она переписывается с виднейшими интеллектуалами Европы эпохи Просвещения Вольтером, Д’Аламбером, Гриммом и др., причём, как отмечается в литературе, эта переписка носит «философический» характер. Императрица приобретала книги на протяжении всей своей жизни, в том числе и крупные собрания.
Также и друг Дидро, русский посол в Париже с 1762 года, князь Д. А. Голицын посоветовал Екатерине II купить это собрание. Когда Гримм через посредничество И. И. Бецкого довёл до сведения императрицы намерение Дидро продать библиотеку, то 16 марта 1765 года Бецкой, после согласования этого вопроса с ней, писал Гримму:
Постоянное покровительство, которое её августейшее величество оказывает наукам, и её особое расположение к учёным позволили мне подробнейше изложить моей повелительнице мотивы, которые согласно вашему письму побуждают м. Дидро продать его библиотеку. Её чувствительное сердце не могло остаться равнодушным к тому, что философ, столь знаменитый в литературной республике, движимый родительской нежностью к предмету его забот, нашёл нужным отказаться от источника своих трудов и спутника своих чтений. 

Её императорское величество, чтобы выразить свое благоволение к Дидро и поддержать продолжение его деятельности, поручила мне предложить за эту библиотеку вознаграждение в пятнадцать тысяч ливров с единственным условием, чтобы он пользовался своими книгами, пока государыне не заблагорассудится их спросить.

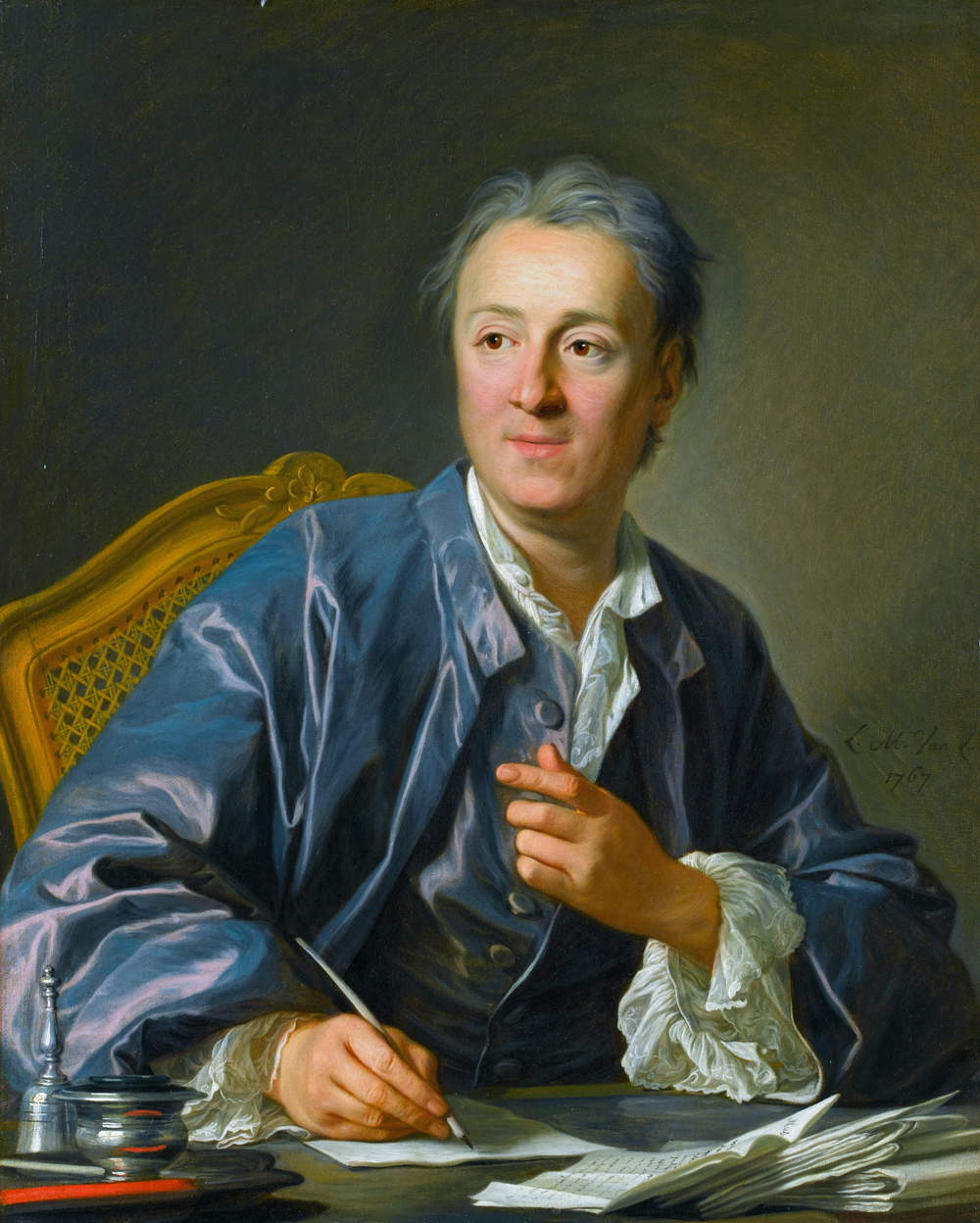
Луи-Мишель ван Лоо, портрет Дени Дидро, 1767

Таким образом российская императрица приобрела библиотеку писателя за очень значительную для Дидро сумму — 15 000 ливров. Книги перевезли в специально арендованный дом в Париже с правом писателя пользоваться ими, а он сам получил титул «библиотекаря Её Императорского Величества», с ежегодным содержанием в тысячу ливров. Однако когда позже в течение полутора лет это содержание не было выплачено своевременно и когда Дидро напомнил о нём через посредство Голицына, то ему было выдано единовременно содержание за 50 лет вперёд, так что в сумме он за свою библиотеку получил 65 тысяч ливров. Императрица иронично заметила по этому поводу, что по истечении 50 лет примет надлежащие меры, а Дидро был так поражён этой щедростью, что по свидетельству современника целые сутки пребывал в состоянии ступора, и шутил, что таком случае честь его обязывает прожить ещё полвека.
Продажу библиотеки иностранному правителю государства Дидро согласовывал со двором и королём Людовиком XV, направив соответствующие прошения государственному секретарю по иностранным делам и министру королевского двора, где в частности объяснял мотивы продажи книжного собрания и выражал надежду на разрешение этой продажи:
Трудности приобретения средств к существованию и невозможность обеспечить приданое своему дитяти, с фортуной такой же, как у меня, заставляют отца и супруга лишить литератора его книг. Уже давно я искал среди своих соотечественников кого-нибудь, кто захотел бы их приобрести. Не найдя таковых, я попросил Гримма предложить императрице России купить мою библиотеку… Я не знаю, должен ли я считать эти сто пистолей пенсией или гонораром, но понимаю, что подданный его величества не имеет права принять пособие из-за границы без дозволения своего короля.
К этим письмам прибавилось ещё два: оба ответа последовали через восемь дней и в конечном итоге после рассмотрения этих ходатайств Людовик XV: «любезно разрешил Дидро воспользоваться благодеянием Екатерины II».

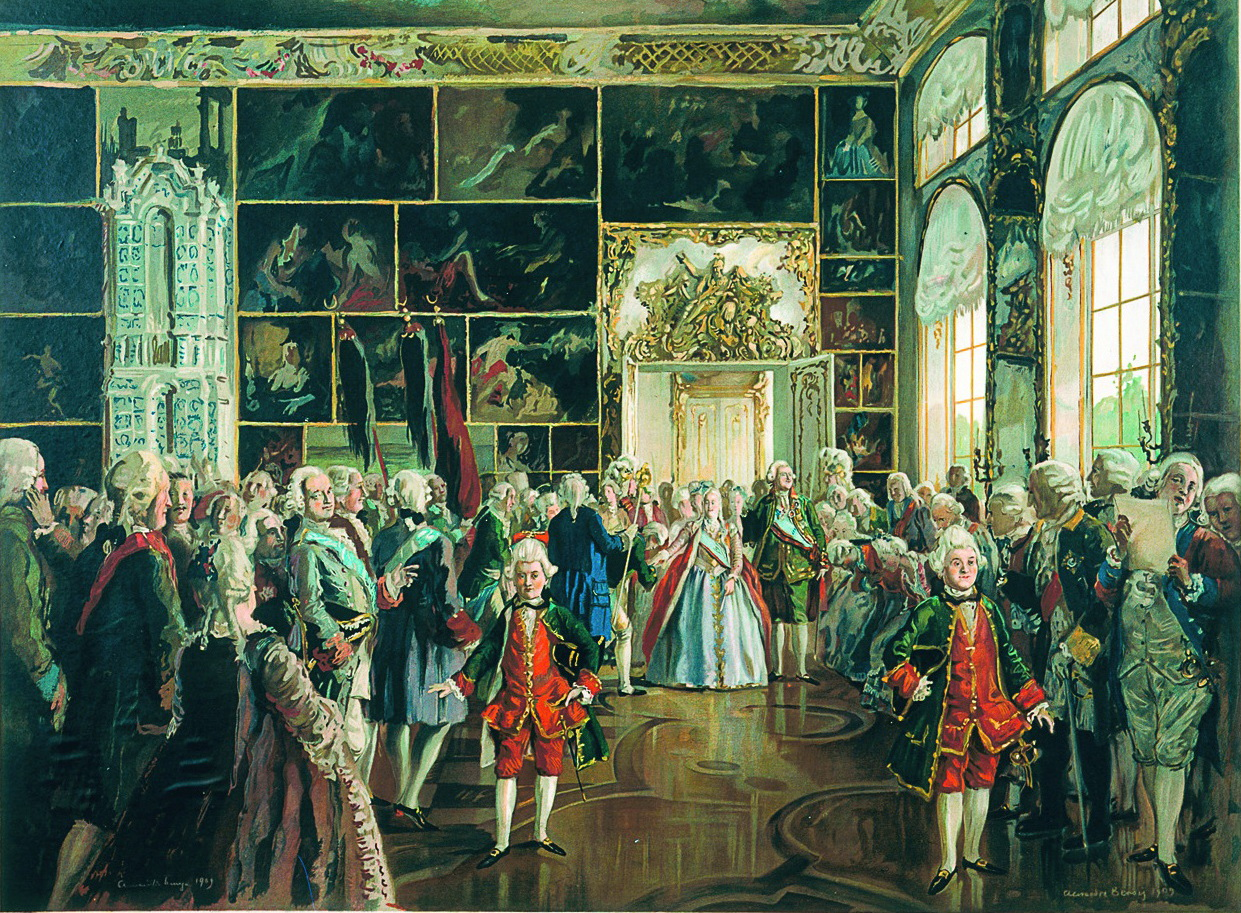
Выход Екатерины II ко двору

Эта история получила значительный резонанс, который Екатерина Великая удачно использовала в свою пользу. За этот поступок «Северной Семирамиды» хвалебные оценки прозвучали со стороны Вольтера и Д’Аламбера. Взаимоотношения Екатерины II с Дидро и другими просветителями, история приобретения ею библиотеки основателя «Энциклопедии», а также обстоятельства пребывания Дидро в Петербурге в 1773—1774 гг. представляют собой значительный историко-культурный интерес и неоднократно служили темой специальных публикаций и исследований.
Переписка Екатерины II и Дидро (как и с Вольтером) началась почти сразу после вступления императрицы на престол. Екатерина предлагала Дидро перенести в Ригу или Петербург издание «Энциклопедии», испытывавшее значительные трудности во Франции, однако этот проект так и не был осуществлён. Дидро поручено было покупать художественные ценности и коллекции искусства для Эрмитажа. Не менее известен факт, что именно Дидро рекомендовал Екатерине своего друга, скульптора Этьена Фальконе, для сооружения памятника Петру Великому, идея которого, как в своё время ходили слухи, принадлежит самому Дидро. Императрица неоднократно приглашала французского энциклопедиста к петербургскому двору, но он отказывался под различными предлогами. В 1773 году Дидро по приглашению Екатерины II всё-таки посетил Россию, где он жил в Санкт-Петербурге с октября 1773 года по март 1774 года, часто встречался и беседовал с императрицей, был избран иностранным почетным членом Петербургской академии наук (1773), работал над проектами планируемых ей в то время реформ. Однако уже в этот период произошло взаимное охлаждение между ними, так что он даже покинул Россию не побывав на прощальной аудиенции у императрицы, а отношение её и двора к идеям просветителей постепенно ухудшилось в связи с Пугачёвским восстанием, с событиями Великой французской революции и особенно после казни французского короля Людовика XVI и Марии-Антуанетты в 1793 году.

### Судьба библиотеки Дидро в России
2 (13) октября 1785 года, уже после смерти философа, его библиотека, помещённая в 26 ящиков, была доставлена в Санкт-Петербург из Руана на торговом фрегате «Нептун» и выставлена в одном из залов Эрмитажа. До нас дошло письменное подтверждение о получении этого собрания самой российской императрицы, которая в письме от 28 ноября (19 декабря) написала известную фразу о Дидро и его работе «О Замечаниях на Наказ её Императорского Величества депутатам для составления законов», тетради, обнаруженной ей в библиотеке Дидро. В этом письме она писала о нём и его «Замечаниях»: «Это — сущая болтовня, в которой нет ни знания обстоятельств, ни благоразумия, ни предусмотрительности. Если бы мой Наказ был во вкусе Дидро, он должен был бы перевернуть в России всех вверх дном». Распространена точка зрения, что впоследствии ни о Дидро, ни о его библиотеке императрица нигде в переписке уже никогда не упоминала.
В отличие от книжного собрания Вольтера, приобретённого императрицей после смерти философа в 1778 году, собрание Дидро не было выделено в Эрмитаже в отдельную коллекцию и в целом виде не сохранилось. Так, к 90-м годам XVIII века книгохранилище Екатерины II насчитывало до 40 000 книг и состояло из нескольких частей: библиотеки собственно самой Екатерины, итальянских эрудитов братьев Берардо и Фердинандо Галиани, Вольтера, Дидро, Николаи, Щербатова и Петра III. В середине 1790-х годов по указанию императрицы была приобретена библиотека знаменитого германского географа А. Ф. Бюшинга. По свидетельству историка П. П. Свиньина: «Дидеротова библиотека заключала во всех форматах 2904 тома большей частью французских книг; много также английских, итальянских и латинских. Все они относятся до философии, есть много старых и прекрасных изданий классических писателей с греческими и латинскими текстами».
Д. П. Бутурлин, номинальный директор Эрмитажа в 1812—1817 годах, составил «Черновик всеподданнейшей записки о положении Эрмитажа», где указывал, что «Многотомная библиотека (свыше 40 000 томов) совершенно не полна во всех её частях. Содержит много дублетов, часть которых уже размещена по воле Вашего Императорского Величества…, часть библиотеки, поступившей от Дидро, не имея ни одного замечательного экземпляра, никакой выдающейся особенности, распылилась в общей массе и попала в общий каталог. Я застал это уже тогда, когда принял управление. Библиотека Вольтера не имела подобной участи».
Во время царствования Николая I на книги французских просветителей и их использование накладывались различные ограничения, вызванные идеологическими соображениями. Так, в 1837 году появилось цензурное распоряжение министра императорского двора:
Без предписания высшего начальства книг из эрмитажной библиотеки никому, кроме членов императорской фамилии не давать, а имеющим надобность в учёных изысканиях дозволить заниматься в самой библиотеке и делать нужные выписки, не дозволяя, однако, ни читать книг из Вольтеровой и Дидеротовой библиотеки, ни делать из них выписок.
С середины XIX века, когда бо́льшая часть Эрмитажной библиотеки была передана в фонды Императорской публичной библиотеки (ныне — Российская национальная библиотека), книги Дидро уже были рассеяны в общей массе изданий. Среди исследователей, занимавшихся историей и судьбой библиотеки Дидро, не имеется единого мнения о месте и времени её распыления. По наиболее аргументированной точке зрения, высказанной О. И. Бич в 1937 году на основании архивных материалов Эрмитажа, библиотека Дидро не существовала как единое целое собрание уже к 1802 году. В противоположность этому существует мнение, что будто бы библиотека Дидро ещё долго находилась в Императорской Публичной библиотеке в неразделённом виде, а затем именно там рассеялась среди коллекций, переданных из Эрмитажа в 1852, 1861—1862 годах, либо во время продаж дублетных (вторых) экземпляров. В таком случае библиотеки Дидро и Вольтера до некоторой степени имели общую участь, когда в ноябре 1861 года по высочайшему распоряжению предписывалось: оставить в Эрмитаже лишь те издания, «кои относятся, собственно, до изящных искусств, истории их и археологии, а также библиотеку русскую (…). Все прочие книги Эрмитажных библиотек, с Вольтеровскою включительно (…), передать в Императорскую Публичную Библиотеку».
Поиски книг из собрания Дидро, имеющего большое культурно-политическое и научное значение, долго оставались безрезультатными, но во второй половине XX века были поведены результативные изыскания по реконструкции Библиотеки в Иностранном фонде Государственной публичной библиотеки им. Салтыкова-Щедрина. В 1958 году В. С. Люблинский и американский биограф Дидро Артур Вильсон обнаружили семь изданий из библиотеки Дидро. В своих изысканиях В. С. Люблинский пришёл к следующему выводу: «что те или иные экземпляры из библиотеки Дидро могли быть заброшены в такие забытые места, где о них не подозревают ни хранители, ни историки библиотек — ведь судьба книг куда как прихотлива».
В 1980-е годы хранитель Библиотеки Вольтера Л. Л. Альбина и библиотекарь Иностранного фонда ГПБ А. А. Полякина проделали огромную работу по выявлению среди бывших эрмитажных экземпляров книг, имеющих характерные для манеры Дидро знаки чтения — карандашные маргиналии и особые бумажные закладки-«наездники» (a la cheval). По мнению Л. Л. Альбиной, работа, направленная на восстановление библиотеки Дидро, «началась, продолжается, и, несомненно, со временем может быть собрана значительная часть некогда известной коллекции». Она отмечала в 1980 году, что каждая новая находка ведёт к осуществлению этой цели и при этом необходимо выявить весь комплекс «библиотечных» признаков, отличающих его книги:
Без этого остается лишь возможность ориентации на бесспорные данные — владельческие и дарственные надписи, маргиналии, исправления и т. д. Особое внимание при поисках следует обращать на экслибрис и шифры эрмитажной иностранной библиотеки, наклейки, цифры, написанные сангиной, карандашом, и многие другие отметки. Систематический, планомерный и внимательный просмотр больших книжных массивов иностранного фонда Публичной библиотеки, работа над собранием Вольтера, бесспорно, принесут дополнительные находки.
Н. А. Копанев обратил внимание на сангинные номера, которые были проставлены на книгах так называемой «комнатной» библиотеки Екатерины II, к которой в своё время относилась и библиотека Дидро. 
В 2014 году во Франции, и в 2016 году в России, была опубликована работа сотрудника Иностранного фонда РНБ С. В. Королёва, основанная на оригинальном методе идентификации книг из собрания Дидро по уникальным характеристикам переплётов. В данном исследовании представлены описания свыше 550 экземпляров, принадлежавших Дидро, и переплетённых специально для него, а также около 200, которые могли относиться к его собранию.
Свидетельством неослабевающего интереса к утраченной библиотека Дидро может расцениваться последний роман «В Эрмитаж!» (2000) Малкольма Брэдбери, английского писателя-постмодерниста второй половины XX века. Этот роман, насыщенный многочисленными отсылками к фактам биографии Дидро и его произведениям, композиционно представляет собой строгое чередование исторических и современных сцен. В исторических главах писатель представляет свою версию путешествия Дидро в Россию, и в них раскрывается его характер и взаимоотношения с Екатериной II, а в современных — одна из главных сюжетных линий посвящена поискам библиотеки Дидро.